# Mauricio Rabanal
Mauricio Rabanal Torres (Chocope, 12 de marzo de 1945) es un economista y político peruano. Fue alcalde del distrito de San Juan de Lurigancho desde enero del 2003 hasta diciembre del 2006.

## Biografía
Nació en la ciudad de Chocope, ubicado en la provincia de Ascope del departamento de La Libertad, el 12 de marzo de 1945.
Estudió en la Universidad Ricardo Palma la carrera de Economía, siendo graduado con bachiller en el año 1983.

## Carrera política
Fue militante del partido Somos Perú liderado por Alberto Andrade y postuló a la alcaldía del distrito de San Juan de Lurigancho en las elecciones del año 1998, sin embargo, no resultó elegido. Fue candidato al Congreso de la República en el año 2000 y en el año 2001.

### Alcalde de San Juan de Lurigancho
En las elecciones municipales del año 2002, Mauricio Rabanal postuló nuevamente a la alcaldía del distrito de San Juan de Lurigancho por Somos Perú y compitió contra el candidato Carlos Burgos de Unidad Nacional. Rabanal terminó siendo triunfador de las elecciones con 87 001 votos y fue juramentado como el nuevo alcalde de San Juan de Lurigancho para el periodo 2003-2006.
Dentro de su gestión como alcalde realizó la construcción del Centro Materno Infantil junto con el Ministerio de Salud y las obras del programa 'La Calle de MiBarrio'.
Intentó ser reelegido en las elecciones municipales del 2006, sin embargo, quedó en segundo lugar tras el triunfo de Carlos Burgos.
Fue vicepresidente del partido Somos Perú desde noviembre del año 2003 hasta agosto del 2007, donde decidió renunciar al partido y luego en 2009 se afilió al partido Perú Posible para luego participar en las elecciones del 2010 y en las elecciones parlamentarias del 2011 como candidato al Congreso de la República por la Alianza Perú Posible.
En 2014, Mauricio Rabanal se unió con Susana Villarán y ambos participaron en las elecciones municipales por el movimiento Diálogo Vecinal. Postuló nuevamente en las elecciones municipales del 2018 como invitado del partido Restauración Nacional, siendo ésta su última participación en la política.